# Cup Tie Competition 1905
La Cup Tie Competition 1905 (también llamada Copa Competencia "Chevallier Boutell" 1905) fue la sexta edición de esta competición oficial y de carácter internacional, organizada por la Argentine Football Association.
La Copa que estaba en juego fue donada por el presidente de la Argentine Football Association, Francis Chevallier Boutell, y por eso llevó su nombre. La final del torneo se disputó en la Buenos Aires, mientras que las semifinales se llevaron a cabo en Montevideo y Rosario.
Diez fueron los participantes de esta edición, aumentando la cantidad de participantes con respecto a la edición anterior. El nuevo equipo participante fue Reformer.

## Equipos participantes

### Argentine Football Association
| Alumni   | Barracas | Belgrano | Estudiantes | Lomas | Quilmes |
| Reformer |          |          |             |       |         |

### Liga Rosarina de Football
| Rosario | Rosario Central |

### Liga Uruguaya de Football
| Central Uruguay Railway |

## Fase inicial

### Primera eliminatoria
Esta fase la disputaron 6 equipos de la Argentine Football Association. Se  enfrentaron a partido único y clasificaron tres equipos.
| Fecha      | Equipo 1 | Resultado | Equipo 2    |
| ---------- | -------- | --------- | ----------- |
| 4 de junio | Barracas | 1 - 0     | Estudiantes |
| 4 de junio | Lomas    | 0 - 4     | Belgrano    |
| 4 de junio | Reformer | 0 - 4     | Quilmes     |

### Segunda eliminatoria
Esta fase la disputaron 2 equipos de la Liga Rosarina de Football, 1 de la Argentine Football Association  y los 3 ganadores de la primera eliminatoria. Se enfrentaron a partido único y clasificaron los 3 ganadores.
| Fecha       | Equipo 1 | Resultado | Equipo 2        |
| ----------- | -------- | --------- | --------------- |
| 16 de julio | Alumni   | 3 - 0     | Quilmes         |
| 16 de julio | Belgrano | 3 - 0     | Barracas        |
| 16 de julio | Rosario  | 2 - 0     | Rosario Central |

## Fase final

### Cuadro de desarrollo
|  | Semifinales | Semifinales | Semifinales |       |         | Final   | Final | Final |  |
|  |             |             |             |       |         |         |       |       |  |
|  |             |             |             |       |         |         |       |       |  |
|  | R           | Rosario     | 3           |       |         |         |       |       |  |
|  | R           | Rosario     | 3           |       |         |         |       |       |  |
|  | A           | Belgrano    | 0           |       |         |         |       |       |  |
|  | A           | Belgrano    | 0           |       | Rosario | Rosario | 4     |       |  |
|  |             |             |             |       | Rosario | Rosario | 4     |       |  |
|  |             |             | CURCC       | CURCC | 3       |         |       |       |  |
|  | U           | CURCC       | CURCC       | CURCC | 3       | 1       |       |       |  |
|  | U           | CURCC       |             |       |         | 1       |       |       |  |
|  | A           | Alumni      | 0           |       |         |         |       |       |  |
|  | A           | Alumni      | 0           |       |         |         |       |       |  |
|  |             |             |             |       |         |         |       |       |  |

### Semifinales
Esta fase la disputaron los 3 ganadores de la Fase inicial y el campeón de la Copa de Competencia uruguaya. Se enfrentaron a partido único y clasificaron los 2 ganadores.
| Fecha        | Equipo 1 | Resultado | Equipo 2 |
| ------------ | -------- | --------- | -------- |
| 13 de agosto | CURCC    | 1 - 0     | Alumni   |
| 13 de agosto | Rosario  | 3 - 0     | Belgrano |

### Final
La disputaron los 2 ganadores de las Semifinales. Se enfrentaron el 3 de septiembre a partido único en el Estadio de Palermo, y se consagró campeón el Rosario Athletic Club en el sexto torneo. Luego del cuarto gol del equipo argentino, los jugadores de Central Uruguay Railway decidieron abandonar el partido por irregularidades en el arbitraje.
| Fecha           | Equipo 1 | Resultado | Equipo 2 |
| --------------- | -------- | --------- | -------- |
| 3 de septiembre | Rosario  | 4 - 3     | CURCC    |

| Campeón C. A. Rosario 3er título |